# Egon Schaden
Egon Francisco Willibald Schaden (São Bonifácio, 4 de julho de 1913 — São Paulo, 16 de setembro 1991) foi um antropólogo, etnólogo, pesquisador e professor universitário brasileiro. 

## Biografia
Egon nasceu em 1913, na cidade de São Bonifácio, em Santa Catarina. Filho mais velho de Catharina Roth Schaden e do imigrante alemão Francisco Schaden, Egon tinha mais 10 irmãos e realizou sua escolarização inicial em São Bonifácio tendo o próprio pai como professor. Quando criança, Egon viu seu pai intermediar conflitos entre nativos e bugreiros, que eram contratados por fazendeiros para exterminar os indígenas locais. Desde tenra idade, ele viu a forma como os indígenas eram tratados e exterminados, algo que o estimularia no futuro a pesquisar e defender as populações indígenas.
Após terminar o ensino primário, Egon passou três anos fora da escola até ser beneficiado por um programa de bolsas de estudo do governo estadual quando tinha 15 anos. Isso lhe permitiu continuar sua formação acadêmica, em regime de internato, no Ginásio Catarinense, em Florianópolis. Em 1933, Egon se mudou para a capital paulista onde ingressou no curso de Filosofia da Faculdade de Filosofia, Ciências e Letras, da Universidade de São Paulo, por influência do pai. Obteve o bacharelado em 1937, tendo estudado com Gilda de Mello e Souza e Gioconda Mussolini.

## Carreira
Entre 1938 e 1940, Schaden residiu em Santa Catarina, dedicando-se ao magistério, no ensino médio, e às suas primeiras pesquisas entre populações indígenas de Santa Catarina, além de redigir e publicar a tradução brasileira de Durch Central Brasilien, de Karl von den Steinen.
Egon retornou à faculdade em 1941 para obter a licenciatura e no ano seguinte ele se tornou professor assistente da cátedra de Emilio Willems, destacando-se como pesquisador no campo da cultura indígena e antropologia da comunicação. Foi o único antropólogo da sua geração a ter origem rural. Quando, em 1949, Willems se transferiu para os Estados Unidos, Schaden assumiu o seu lugar como professor catedrático de Antropologia.
Nesta posição, criou, em junho de 1953, a Revista de Antropologia. Os recursos disponíveis eram tão poucos e o seu grau de envolvimento era tanto que pagava o papel para a revista de seu próprio bolso e levava pessoalmente os números da revista para o Correio. Além disso, asssumia para si as funções de editor e copidesque, revisando não apenas a gramática, mas o estilo e a qualidade acadêmica dos textos. Isto era necessário, uma vez que, na revista, eram publicados textos descritivos de missionários, que talvez não tivessem maior conhecimento teórico de antropologia, mas que tinham a importância da descrição.
Segundo João Baptista Borges Pereira:
| “ | O fundador da cadeira de Antropologia na USP foi o alemão Emilio Willems, que era um grande antropólogo e já tinha feito doutorado em Berlim. Ele chegou aqui na USP a convite do Dr. Fernando de Azevedo e criou a disciplina Antropologia em 1936, mas não conseguiu desenvolvê-la muito bem, até porque a disciplina estava dividida entre duas cadeiras: antropologia e etnografia do Brasil e língua tupi. Plínio Ayrosa chefiava a etnografia e também fazia parte do conselho da Revista [de Antropologia]. Havia essa situação meio esdrúxula de se trabalhar com etnografia, e que só desapareceu quando Plínio Ayrosa se aposentou e, então, Schaden conseguiu politicamente juntar as duas cadeiras e trazer, até mesmo, o Museu Plínio Ayrosa para cá. O acervo do Museu ficou durante muitos anos aqui no Departamento, mas depois acabou sendo transferido para o Museu de Arqueologia e Etnologia, o MAE. | ” |

Aluno de Claude Lévi-Strauss e mestre da primeira geração de antropólogos da USP (formada por Eunice Ribeiro Durham, Ruth Cardoso, João Baptista Borges Pereira, entre outros), Egon Schaden é considerado um dos pais da antropologia no Brasil por ter ajudado a criar esta cadeira na Universidade de São Paulo. Discutindo questões de imigração e conflitos indígenas, ele foi reconhecido no meio científico brasileiro e no exterior, viajando pelo mundo como professor visitante.
Em 1967, Egon se aposentou prematura e precipitadamente da Universidade de São Paulo para reger, em caráter efetivo e vitalício, a cátedra de Etnologia da Universidade de Bonn, na Alemanha, onde estivera várias vezes como professor visitante. Porém, questões pessoais e familiares o impediram de assumir essa função que tanto almejara. Neste período pós-aposentadoria, aproveitou para dar cursos e conferências na Alemanha, França, Canadá, Suíça, Japão, Colômbia, Equador e Paraguai. O regime militar, por sua vez, o impediu de sair do país depois disso.
Ao retornar, ingressou como professor na  Escola de Comunicações e Artes da USP, onde consolidou a área da Antropologia da Comunicação, onde passou seus últimos anos.

## Vida pessoal
Egon se casou em 1939 com Margarida Salf, com quem teve três filhos: Reimar, Érica e Marina.

## Morte
Egon Shaden morreu em 16 de setembro de 1991, na capital paulista, aos 78 anos, após um acidente de trânsito.

## Artigos sobre Schaden
- Faria, Luiz de Castro. 1993. Egon Schaden (1913-1991). Anuário Antropológico, 91, p. 241-255. Rio de Janeiro: Tempo Brasileiro.
- Laraia, Roque de Barros. 2013. A etnologia de Egon Schaden. Revista de Antropologia, v. 56, nº 1, p. 427-439.
- Martins, Pedro & Tânia Welter. 2013. Egon Schaden, um alemão catarinense. Revista de Antropologia, v. 56, nº 1, p. 441-468.
- Melià, Bartomeu. 1992. Egon Schaden: um nome na etnologia guarani. Revista USP, n. 13, p. 74-77.
- Pereira, João Baptista Borges. 1994. Emilio Willems e Egon Schaden na história da Antropologia. Estudos Avançados, 8(22), p. 249-253.
- Pereira, João Baptista Borges. 2013. Egon Schaden: a pessoa e o acadêmico. Revista de Antropologia, v. 56, nº 1, 469-482.
- Welter, Tânia & Pedro Martins. 2013. Atualidade da obra de Egon Schaden no centenário de seu Nascimento. Plural, v. 20, n. 2, 173-176.